# 内茨巴赫
内茨巴赫是德国莱茵兰-普法尔茨州的一个市镇。总面积3.40平方公里，总人口375人，其中男性192人，女性183人（2011年12月31日），人口密度110人/平方公里。